# Khama III
Khama III (ca. 1837—1923), chamado pelos missionários de Khama, o Bom, foi kgosi ("chefe") dos bamangwatos da Bechuanalândia (atual Botswana). Aliou-se aos britânicos, aceitando transformar seu país em protetorado deste, a fim de fazer frente às invasões dos bôeres e dos matabeles.